# Stumptown (Fernsehserie)
Stumptown ist eine US-amerikanische Krimi- und Dramaserie von Jason Richman mit Cobie Smulders und Jake Johnson. Die Serie basiert auf den gleichnamigen Comics von Greg Rucka und Matthew Southworth. Der Name „Stumptown“ bezieht sich auf den Spitznamen des Schauplatzes der Serie, die Stadt Portland in Oregon („Baumstumpf-Stadt“). 
Die Erstausstrahlung fand in den USA am 25. September 2019 beim Sender ABC und in Deutschland auf Sky am 19. Mai 2020 statt. Im Mai 2020 hat ABC eine zweite Staffel in Auftrag gegeben. Im September 2020 zog ABC die Verlängerung der zweiten Staffel aufgrund der Corona-Krise zurück und setzte die Serie ab.

## Handlung
Dexedrine „Dex“ Parios ist Militärveteranin in Portland, Oregon. Sie leidet an einer posttraumatischen Störung aus ihrer Zeit als Marine in Afghanistan, wo sie im militärischen Geheimdienst arbeitete, bis sie durch eine Explosion verletzt wurde, bei der ihr Kollege und Liebhaber ums Leben kam. Sie hat hohe Spielschulden und ist nicht imstande, dauerhaft einem Job nachzugehen. Sie wird Privatdetektivin, um Fälle zu lösen, an denen sich die Polizei nicht beteiligt. Miles Hoffman, der bei der örtlichen Kripo arbeitet, vermittelt ihr solche Fälle. Grey McConnell, Barbesitzer, unterstützt sie als enger Freund und beschäftigt ihren Bruder in seiner Bar.

## Besetzung
Die deutschsprachige Synchronisation hat die Berliner Synchron übernommen.

### Hauptbesetzung
| Rolle                     | Zusatzinformation                                         | Schauspieler    | Auftritte                                          | Synchronsprecher         |
| ------------------------- | --------------------------------------------------------- | --------------- | -------------------------------------------------- | ------------------------ |
| Dexedrine „Dex“ Parios    | Marine-Veteranin, die jetzt als Privatdetektivin arbeitet | Cobie Smulders  | 1.01–1.18                                          | Christine Stichler       |
| Grey McConnell            | Inhaber der Bar Bad Alibi und Dex’ engster Freund         | Jake Johnson    | 1.01–1.18                                          | Tim Knauer               |
| Sue Lynn Blackbird        | Mutter von Dex’ verstorbenem Freund und Casinobesitzerin  | Tantoo Cardinal | 1.01, 1.03–1.04, 1.08–1.09, 1.11, 1.13, 1.16, 1.18 | Kerstin Sanders-Dornseif |
| Ansel Parios              | Dex’ Bruder mit Down-Syndrom                              | Cole Sibus      | 1.01–1.18                                          | Maximilian Artajo        |
| Tookie                    | Food-Truck-Besitzer und Dex’ Informant                    | Adrian Martinez | 1.01–1.18                                          | Jesco Wirthgen           |
| Lieutenant Bobby Cosgrove | Vorgesetzte von Miles Hoffmann                            | Camryn Manheim  | 1.01–1.18                                          | Martina Treger           |
| Detective Miles Hoffman   | Dex’ Kontakt bei der Portland-Polizei                     | Michael Ealy    | 1.01–1.18                                          | Fabian Oscar Wien        |

### Nebenbesetzung
| Rolle                | Zusatzinformation                  | Schauspieler     | Auftritte                    | Synchronsprecher |
| -------------------- | ---------------------------------- | ---------------- | ---------------------------- | ---------------- |
| Hollis Green         | Sue Lynn Blackbirds rechte Hand    | Gregory Zaragoza | 1.01, 1.04, 1.08, 1.13, 1.18 | Michael Pan      |
| Liz Melero           | Barkeeperin in der Alibi Bar       | Monica Barbaro   | 1.06–1.09                    | Lara Trautmann   |
| Detective Kara Lee   | Hoffmans Partnerin bei der Polizei | Fiona Rene       | 1.01–1.18                    | Leonie Dubuc     |
| Victor               | Hilft Tookie beim Kochen           | Selwyn Huqueriza | 1.05, 1.12, 1.14, 1.18       | Tobias Diakow    |
| Charles „Chaz“ Wyatt | Autodieb                           | Tommy O’Brien    | 1.11–1.14                    | Tim Schwarzmaier |

### Gastauftritte
| Rolle             | Zusatzinformation                                 | Schauspieler           | Auftritte       | Synchronsprecher         |
| ----------------- | ------------------------------------------------- | ---------------------- | --------------- | ------------------------ |
| Fiona X           | Dex’ Ex-Freundin                                  | Ioanna Gika            | 1.06            | Franziska Endres         |
| Max               | Mitglied des Autorings                            | Inbar Lavi             | 1.11–1.13       | Giovanna Winterfeldt     |
| Jeremy Stevens    | Tierarzt, freundet sich mit Dex an                | Robert Adamson         | 1.11, 1.16–1.17 | Jeremias Koschorz        |
| Violet            | Attentäter                                        | Cynthia Addai-Robinson | 1.13            | Natascha Geisler         |
| Jenna Marshall    | Jennas Verlobter beauftragt Dex sie zu beobachten | Troian Bellisario      | 1.14            | Tobias Diakow            |
| Lionel Hoffman    | Miles’ Vater, lokal bekannter Rechtsanwalt        | Steven Williams        | 1.13–1.14, 1.18 | Engelbert von Nordhausen |
| Octavia Hoffman   | Miles’ Mutter                                     | Denise Dowse           | 1.14–1.15       | Denise Gorzelanny        |
| Michael McConnell | Greys Vater                                       | Matt Craven            | 1.15, 1.18      | Rainer Doering           |

## Episodenliste
| Nr. (ges.) | Nr. (St.) | Deutscher Titel               | Originaltitel                              | Erstausstrahlung USA | Deutschsprachige Erstausstrahlung (D) | Regie               | Drehbuch                                    | Zuschauer (USA) |
| ---------- | --------- | ----------------------------- | ------------------------------------------ | -------------------- | ------------------------------------- | ------------------- | ------------------------------------------- | --------------- |
| 1          | 1         | Aller Anfang ist schwer       | Forget it Dex, It’s Stumptown              | 25. Sep. 2019        | 19. Mai 2020                          | James Griffiths     | Jason Richman                               | 4,61 Mio.       |
| 2          | 2         | Verpasste Chancen             | Missed Connections                         | 2. Okt. 2019         | 19. Mai 2020                          | James Griffiths     | Matt Olmstead, Mike Weiss & Jason Richman   | 3,99 Mio.       |
| 3          | 3         | Reingelegt                    | Rip City Dicks                             | 9. Okt. 2019         | 26. Mai 2020                          | Dean White          | Zahir McGee                                 | 3,43 Mio.       |
| 4          | 4         | Familienbande                 | Family Ties                                | 16. Okt. 2019        | 25. Mai 2020                          | Marc Buckland       | Deirdre Shaw                                | 2,83 Mio.       |
| 5          | 5         | Schlechte Alibis              | Bad Alibis                                 | 30. Okt. 2019        | 2. Juni 2020                          | Brooke Kennedy      | Manuel Figueroa & Jordan Heimer             | 2,67 Mio.       |
| 6          | 6         | Dex, Drugs und Rock & Roll    | Dex, Drugs And Rock & Roll                 | 6. Nov. 2019         | 2. Juni 2020                          | Marc Buckland       | William Jehu Garroutte & Jason Richman      | 2,82 Mio.       |
| 7          | 7         | Für die falsche Seite         | November Surprise                          | 20. Nov. 2019        | 9. Juni 2020                          | David Rodriguez     | Mike Weiss                                  | 2,62 Mio.       |
| 8          | 8         | Die andere Frau               | The Other Woman                            | 4. Dez. 2019         | 9. Juni 2020                          | Jessica Yu          | Heidi Cole McAdams                          | 2,92 Mio.       |
| 9          | 9         | Lügen haben lange Beine       | Dex Education                              | 11. Dez. 2019        | 16. Juni 2020                         | Lily Mariye         | Nicholas Wootton                            | 3,12 Mio.       |
| 10         | 10        | Von Katzen und Schlangen      | Reality Checks Don’t Bounce                | 8. Jan. 2020         | 16. Juni 2020                         | Alex Zakrzewski     | Derek Jennings & Zahir McGee                | 2,72 Mio.       |
| 11         | 11        | Geister der Vergangenheit     | The Past and the Furious                   | 15. Jan. 2020        | 23. Juni 2020                         | Stacey K. Black     | Louisa Levy                                 | 2,49 Mio.       |
| 12         | 12        | Schmutzige Geschäfte          | Dirty Dexy Money                           | 22. Jan. 2020        | 23. Juni 2020                         | Marc Buckland       | Ariel Wall & Woody Strassner                | 2,36 Mio.       |
| 13         | 13        | Der Dex Faktor                | The Dex Factor                             | 5. Feb. 2020         | 30. Juni 2020                         | Stacey K. Black     | Matt Olmstead & Jason Richman               | 2,28 Mio.       |
| 14         | 14        | Bis dass Dex uns scheidet     | Til Dex Do Us Part                         | 12. Feb. 2020        | 30. Juni 2020                         | Ruben Fleischer     | William Jehu Garroutte & Heidi Cole McAdams | 2,38 Mio.       |
| 15         | 15        | Willkommen in Hollywood       | At All Costs: The Conrad Costas Chronicles | 19. Feb. 2020        | 7. Juli 2020                          | Christopher Misiano | Nicholas Wootton                            | 2,23 Mio.       |
| 16         | 16        | Nichts Neues an der Dex-Front | All Quiet On The Dex Front                 | 4. März 2020         | 14. Juli 2020                         | Marc Buckland       | Woody Strassner & Louisa Levy               | 2,32 Mio.       |
| 17         | 17        | Akte Dex                      | The Dex Files                              | 18. März 2020        | 21. Juli 2020                         | Alex Zakrzewski     | Ariel Hall & Nicholas Wootton               | 2,68 Mio.       |
| 18         | 18        | Auf der Flucht                | All Hands on Dex                           | 25. März 2020        | 28. Juli 2020                         | Marc Buckland       | Derek Jennings & Jason Richman              | 2,68 Mio.       |

## Produktion
Im Januar 2019 gab ABC den Piloten in Auftrag und im Mai 2019 wurde schließlich eine gesamte Staffel bestellt. Am 25. September 2019 fand in den USA die Erstausstrahlung statt. Im Mai 2020 wurde die Serie um eine zweite Staffel verlängert. Im September 2020 wurde dieser Auftrag vom Sender ABC überraschend zurückgenommen.
Cobie Smulders hat bestätigt, dass die Bisexualität ihrer Figur Dex definitiv ein Ziel ist, welches in der Serie angesprochen werden soll.
Die Serie spielt in Portland, wird aber in Los Angeles gedreht. Die Pilotfolge, die hauptsächlich in Vancouver gedreht wurde, enthält einige Szenen, die direkt in Portland gedreht wurden.
Der Serientitel Stumptown ist ein Spitzname für die Stadt Portland, in der die Serienhandlung stattfindet.